# Hacıhalit, Diyadin
Hacıhalit là một xã thuộc huyện Diyadin, tỉnh Ağrı, Thổ Nhĩ Kỳ. Dân số thời điểm năm 2011 là 1.156 người.